# 서희 (발레 무용수)
서희(徐姬, 1986년 3월 13일~)는 대한민국의 발레 무용수이다. 현재 아메리칸 발레 시어터의 수석 무용수로 활동 중이다.

## 수상
- 2018년: 오늘의 젊은 예술가상 무용부문